# Баптиста, Хуан Альфонсо
Хуан Альфонсо Баптиста (исп. Juan Alfonso Baptista Diaz „El Gato“) (родился 9 сентября 1976 года в Каракасе, Венесуэла) — венесуэльский актёр, получивший наибольшую известность по ролям Оскара Рейеса в сериале "Тайная страсть" и Маркосса Мутти в "Мое второе я".

## Биография
Начальное образование получил в Colegio Santo Tomás de Villanueva.
До того, как стать актёром, Хуан Альфонсо серьёзно увлекался футболом. С 13 лет состоял Национальной лиге футбола Венесуэлы.
На протяжении пяти лет встречался с актрисой Габи Эспино.

## Сериалы
- «A todo corazon» («Годы молодые») (Венесуэла, 1997) — Gato (Кот)
- «Asi es la Vida» (Венесуэла, 1998) — Рей
- «Enamorada» (Венесуэла, 1999) — Рикки
- «Hechizo de amor» (Венесуэла, 2000) — Рене Кастро
- «Como en el cine» (Мексика, 2001) — Чарли
- «Дикая кошка» (Венесуэла — США, 2002) — Бруно
- «Тайная страсть» (Колумбия — США, 2003-2004) — Оскар Рейес
- «Моё второе я» (La mujer en el espejo)(Колумбия — США, 2004-2005) — Маркус Мутти
- «Reinas» (2005)
- «La Marca del Deseo» («Помеченные желанием») (Колумбия,2006-2007) — Луис Эдуардо Сантибаньес
- «Tiempo final» («В последний момент»)(серия "Pito final" 2 сезон) (Колумбия, 2007-2008)
- «Без бюста нет рая» ("Sin tetas no hay paraíso") (Испания, 2008-2009) — Гильермо Мехия
- «Учитель английского» ("La Teacher de Inglés") (Колумбия, 2011) — Луис Фернандо Кайседо
- «Бункер» (2011) — полицейский
- "Los Rey" ( Семья Рей) (2012) — Педро Луис Мелвидо

## Фильмы
- Бункер (2011) — полицейский